# YAJIKITA on the road
YAJIKITA ON THE ROAD〜耳で感じる旅番組〜 （ヤジキタ・オン・ザ・ロード〜みみでかんじるたびばんぐみ〜）は、JFN系列局で放送されていた紀行番組。日本全国または世界を旅して実際に見て・聞いて・味わってきたその土地のさまざまな魅力を、ラジオを通してバーチャルに体験できる、55分間のトラベルプログラムである。

## 概要
- 毎回、特集する都道府県などのFMパーソナリティやJFNアナウンサーなどがリポーター（「旅人」と呼ばれる）として登場し、訪れた場所でのリポートを放送しながら、随時コメントを挿入する編成となっている。放送開始から2005年3月までは、小川もこがパーソナリティであった（現在も時々旅人として登場する）。2005年4月からは、井門宗之がパーソナリティを担当していた。中田美香を経て、2013年10月26日放送分より歌手の松本英子がパーソナリティを担当している。
- 公式ホームページと連動しており、実際の旅の様子を、画像や動画で視聴する事が可能で、リスナーが興味のある名所や珍所を疑似体験する事が可能になっている。また、2011年10月からは本編をPodcastとして配信している。(ただし、放送でかけた曲やBGMはカットされている)
- 2015年9月をもって13年の歴史に幕を下ろし、『KIKI-TABI〜2 Thousand Miles〜』としてリニューアルすることが井門のツイッターにより明かされた（）。

## 出演者
パーソナリティ
- 松本英子（2013年10月26日〜）[1]

主なリポーター
- 井門宗之[2][3]
- 中田美香
- 小川もこ
- 今泉清保
- 普天間かおり
- 牛嶋俊明
- 工藤彰乃
- 棚橋麻衣
- 安田美香
- 神田亜紀
- 服部好伸

## ネット局

### 2015年4月現在
土曜日
- FM GIFU：土曜 05:00〜05:55
- HELLO FIVE：土曜 11:00〜11:55
- FMぐんま：土曜 14:00〜14:55
- V-air：土曜 19:00〜19:55
- FMとやま：土曜 19:00〜19:55
- FM青森：土曜 20:00〜20:55
- FMY：土曜 20:00〜20:55

日曜日
- FM香川：日曜 8:00〜8:55
- FM福井：日曜 19:00〜19:55
- FM大分：日曜 19:00〜19:55

月曜日
- radio CUBE FM三重：月曜 04:00〜04:55

水曜日
- FMS：水曜 20:00〜20:55

### 過去
- AFM
- ふくしまFM
- Rhythm Station（放送当時はBoy FM）
- RADIO BERRY（現在は、栃木県を旅する回のみ放送）
- FM長野
- e-radio
- FM岡山（岡山県を旅する回のみ放送）
- μFM
- FM沖縄